# The Sound of Fury (álbum)
The Sound of Fury es el primer álbum lanzado por Billy Fury en 1960, descrito como «el mejor álbum de rock & roll que surgió del boom beat original inglés a finales de la década de 1950». Fury fue posiblemente el primer artista de rock and roll británico en escribir sus propias canciones, a veces bajo el seudónimo de Wilbur Wilberforce.

## Grabación
El álbum fue grabado en Decca Studio 3, West Hampstead, Londres, el 14 de abril de 1960. Contó con Joe Brown a la guitarra, Reg Guest en el piano y los bajistas Bill Stark o Alan Weighell. Andy White, que más tarde tendría una notable intervención en el primer sencillo de The Beatles «Love Me Do», es el batería del álbum. Los Four Jays se ocuparon de los coros.

## Listas de éxitos
El disco se colocó entre los veinte primeros, alcanzando la posición 18 en la lista de álbumes del Reino Unido durante una semana. No fue muy apreciado en el momento de su lanzamiento, pero ahora se considera uno de los primeros álbumes de rock 'n roll británico más importantes.

## Listado de pistas
| N.º | Título                    | Duración |  |
| 1.  | «That's Love»             | 1:48     |  |
| 2.  | «My Advice»               | 2:05     |  |
| 3.  | «Phone Call»              | 2:44     |  |
| 4.  | «You Don't Know»          | 2:28     |  |
| 5.  | «Turn My Back On You»     | 2:25     |  |
| 6.  | «Don't Say It's Over»     | 1:54     |  |
| 7.  | «Since You've Been Gone»  | 2:25     |  |
| 8.  | «It's You I Need»         | 1:47     |  |
| 9.  | «Alright, Goodbye»        | 2:06     |  |
| 10. | «Don't Leave Me This Way» | 2:41     |  |